# 突袭3
《突袭3》是突袭系列的第三部作品，由俄罗斯Fireglow Games工作室开发。《突袭3》在该游戏系列中首次实现了场景及单位的3D化，并允许玩家在更大规模上操控部队。

## 制作背景

### 市场变化
在2007年面市前，即时战略类游戏的生存压力逐渐增大，《突袭3》还面临着同类产品《闪电战》等游戏的竞争，而玩家也对游戏画面有更高的要求。因此，Fireglow Games的主创人员维克托·维诺库罗夫认为突袭系列的第三部作品应该在继承前两部作品的优点上实现更大的突破，使新作的游戏可以模拟场面宏大的真实战场。

### 游戏引擎
Fireglow Games自行研发了一个新的引擎Sudden Strike Next7进行游戏开发，以表现海陆空的联合作战和大范围的战略控制。该引擎能够承载起包含田野、森林、灌木、水面等多种地理元素的广袤地域，可同时生成大量的可见单位，并创造出动态的实时光影效果。游戏画面上，保留了突袭前作经典的鸟瞰视角，《突袭3》还提供了高度自由的移动视角和精准的缩放。然而，由于缺乏足够的技术储备，研发引擎和3D化场景等诸多细节的打磨耗费了工作室大量精力，使得《突袭3》整个项目的开发时间达到3年之久。不论是《突袭3》的试玩版还是发售时的完整版，游戏系统仍未达到完全稳定。

## 游戏特点

### 战役
设置了美军、英军、德军、日军和苏军主导的五大战役。
盟军战役第二关Winter Strike：任务就是占领并且保持对Eibertingen、Lingenville和Born三个城镇中心区域的控制。玩家的对手主要是纳粹德国党卫军第1和第12装甲师以及国防军第3伞兵师。
Crimea战役

### 作战单位
单位总数量超过300个。步兵单位主要包括：军官、医疗兵、步枪兵、机枪兵、反坦克兵、喷火兵、狙击手、驾驶员、维修兵、工程兵。装甲单位主要包括：各式坦克、各式自行火炮、各式步兵战车、油罐车、运兵卡车、弹药补给车、维修车、吉普车。支援单位主要包括：重机枪、反坦克炮、防空炮、榴弹炮、火箭炮、列车炮。空军单位主要包括：近/远程轰炸机、鱼雷轰炸机、歼击轰炸机、战斗机以及运输机。

### 交战距离
点击装甲单位，在小地图上便可以看到其火力覆盖的范围。本作中，重炮的射程大大增加，甚至可以覆盖整个地图，而普通地面单位的开火距离也更加贴近真实战场。

### AI设定
敌方部队进攻带有很大的突然性，也有规律可循，如在一些战役中会不断出兵进攻丢失的阵地，因此需要预备部队时刻预警敌方的反扑。敌方的反侦察能力得到提高，我方暴露的部队（如被发现的安插在建筑内的步兵“眼线”）会遭受远程或空中火力的打击。士兵会自动跑向附近的战壕寻求掩护。战壕中的步兵生存能力更强。坦克会根据最大威胁的来源方向调整自身的防御正面。装甲单位可以通过单位信息来查看各部位装甲的防护及损伤情况，炮弹无法击穿坦克装甲时会出现跳弹。部分型号的坦克可以载兵，也允许乘员探头扩大视野范围。装甲单位中的乘员可以跳车逃生。有时，甚至可以看到士兵畏缩在在坦克残骸的后方。敌方空军会袭扰后方的后勤和防御单位。我方呼叫空中单位支援的等待时间适度增加以贴近真实。地形地貌对单位的影响有很多体现，如在公路行驶时会加快单位的行进速度，而在沼泽地区装甲单位则难以通过，步兵单位也会在沼泽或滩头放缓速度。

### 操作系统
操作界面风格沿袭前作，地图和操作界面均可临时关闭以扩大对战场情况的视野。步兵单位中设定了防御模式、进攻模式和隐蔽模式三种状态。允许单位跟随友军部队，但代价是跟随方无法交战。

### 画面与音效
进入战场前的战略简报，会把驻守地域的部队番号进行标注。单位细节相比前作做的更加出色，如视角放大后还能看到坦克编号。游戏中人物的语音为地道的母语人员录制。未知区域如果存在敌方部队，可听到步兵谈话声和机械开动声。而当玩家被视线外的敌人攻击时，未知区域也会显示攻击的火光或者烟雾。坦克行进时压倒林木的声音和画面也颇具真实感，富有经验的玩家由此可判断敌方的距离及单位类型。

## 资料片
《突袭3：最后之战》（Sudden Strike 3: The Last Stand）